# 도심역
도심역(陶深驛, Dosim station)은 경기도 남양주시 와부읍 도곡리에 있는 수도권 전철 경의·중앙선의 전철역이다.
수도권 전철 중앙선 개통과 함께 긴 역간 거리로 인하여 금대산에 가로막혀 상대적으로 덕소역 이용이 불편한 인근 주민들의 편의를 위하여 신설되었다. 무궁화호는 정차하지 않고 통과하며, 대신 급행열차가 정차한다.

## 역명 유래
수도권 전철 중앙선 개통 구간 연장으로 이 역의 소재지를 따라 도곡리역(陶谷里驛)으로 개통할 예정이었으나, 분당선과 서울 지하철 3호선의 환승역인 도곡역(道谷驛)과의 혼선 방지 차원에서, 역 인근의 ‘도심’이라는 지명을 따서 도심역(陶深驛)으로 명명되였고,인근에 도심차량사업소가 있다.

## 역사
- 2007년 12월 27일 : 수도권 전철 중앙선 개통과 함께 영업 개시
- 2008년 12월 29일 : 급행열차 정차 개시

## 역 구조
2면 2선의 상대식 승강장이 있는 고가역이다. 현재 스크린도어 설치가 완료되었다.

### 승강장
| ↑ 덕소 |
| \| １  |
| 팔당 ↓ |

| 1 | ● 수도권 전철 경의·중앙선 | 팔당 · 국수 · 용문 · 지평 방면 |
| 2 | ● 수도권 전철 경의·중앙선 | 덕소 · 구리 · 회기 · 문산 방면 |

## 역 주변
- 덕소중학교
- 도곡초등학교
- 도심초등학교
- 덕소고등학교

## 이용객 변동
2007년 자료는 개통일인 2007년 12월 27일부터 12월 31일까지인 5일 기준으로 환산한 것이다.
| 노선        | 노선 | 일평균 인원수 (명/일) | 일평균 인원수 (명/일) | 일평균 인원수 (명/일) | 일평균 인원수 (명/일) | 일평균 인원수 (명/일) | 일평균 인원수 (명/일) | 일평균 인원수 (명/일) | 일평균 인원수 (명/일) | 일평균 인원수 (명/일) | 일평균 인원수 (명/일) | 각주  |
| 노선        | 노선 | 2005년                | 2006년                | 2007년                | 2008년                | 2009년                | 2010년                | 2011년                | 2012년                | 2013년                | 2014년                | 각주  |
| ----------- | ---- | --------------------- | --------------------- | --------------------- | --------------------- | --------------------- | --------------------- | --------------------- | --------------------- | --------------------- | --------------------- | ----- |
| 경의·중앙선 | 승차 | 미개통                | 미개통                | 1,519                 | 1,717                 | 1,982                 | 2,143                 | 2,277                 | 2,352                 | 2,492                 | 2,527                 | [ 3 ] |
| 경의·중앙선 | 하차 | 미개통                | 미개통                | 1,253                 | 1,309                 | 1,549                 | 1,749                 | 1,919                 | 2,049                 | 2,201                 | 2,198                 | [ 3 ] |
| 노선        | 노선 | 2015년                | 2016년                | 2017년                | 2018년                | 2019년                | 2020년                | 2021년                | 2022년                | 2023년                |                       | [ 3 ] |
| 경의·중앙선 | 승차 | 2,615                 | 2,675                 | 2,769                 | 2,736                 | 2,762                 | 2,058                 | 2,008                 | 2,179                 | 2,271                 |                       | [ 3 ] |
| 경의·중앙선 | 하차 | 2,219                 | 2,251                 | 2,285                 | 2,333                 | 2,231                 | 1,643                 | 1,624                 | 1,746                 | 1,815                 |                       | [ 3 ] |

## 인접한 역
| 중앙선                        | 중앙선                                               | 중앙선                        |
| ----------------------------- | ---------------------------------------------------- | ----------------------------- |
| K126 덕소 문산 방면 문산 방면 | ● 수도권 전철 경의·중앙선 본선 완행 경의선 본선 급행 | K128 팔당 지평 방면 용문 방면 |
| K126 덕소 문산 방면           | ● 수도권 전철 경의·중앙선 중앙선 급행                | K130 양수 용문 방면           |